# Алдома (река)
Алдо́ма — река в Аяно-Майском районе Хабаровского края России.
Длина реки — около 118 км. Площадь водосборного бассейна — 3440 км². Впадает в бухту Алдома Охотского моря.
В устье находится монтёрский пункт Алдома.

## Данные водного реестра
По данным государственного водного реестра России и геоинформационной системы водохозяйственного районирования территории РФ, подготовленной Федеральным агентством водных ресурсов:
- Бассейновый округ — Амурский
- Речной бассейн — бассейны рек Охотского моря от хребта Сунтар-Хаята до реки Уды
- Речной подбассейн — отсутствует
- Водохозяйственный участок — реки бассейна Охотского моря от северо-восточной границы бассейна реки Ини до границы бассейна реки Уды
- Код водного объекта — 20010000112119000157870